# Resolució 1160 del Consell de Seguretat de les Nacions Unides
La Resolució 1160 del Consell de Seguretat de les Nacions Unides fou adoptada el 31 de març de 1998. Després de notar la situació a Kosovo, el Consell, en virtut del Capítol VII de la Carta de les Nacions Unides, va imposar un embargament d'armes i sancions econòmiques a la República Federal de Iugoslàvia, amb l'esperança de posar fi al ús de la força excessiva del govern.
Alguns països han suggerit que s'imposi un embargament d'armes integral contra Sèrbia i Montenegro, inclòs Kosovo. El Consell de Seguretat va condemnar la violència que la policia sèrbia va utilitzar contra manifestants pacífics i els actes terroristes de l'Exèrcit d'Alliberament de Kosovo.
Es va instar a Iugoslàvia a buscar una solució política al conflicte, mentre que es va cridar els albanokosovars a condemnar totes les accions terroristes i perseguissin els seus objectius per mitjans pacífics. Es va afirmar que l'única manera d'evitar una nova violència era permetre a la comunitat albanesa de Kosovo un veritable procés polític i perspectives d'autonomia i autodeterminació significatives.
Actuant sota el capítol VII, el Consell va imposar un embargament d'armes a Sèrbia i Montenegro, i va establir un Comitè per supervisar la seva implementació i suggerir millores. Les mesures serien revisades si s'assenyalava en informes del Secretari General Kofi Annan, l'Organització per a la Seguretat i la Cooperació a Europa, el Grup de Contacte i la Unió Europea que Sèrbia i Montenegro iniciaven un diàleg, retiraven les seves forces policials, permetien l'accés a les agències d'ajuda humanitària i acceptaven missions de l'OSCE i l'Alt Comissionat de les Nacions Unides per als Refugiats a la regió.
La resolució va concloure demanant al Fiscal del Tribunal Penal Internacional per a l'antiga Iugoslàvia que comencés a reunir informació sobre els violacions de drets humans, afirmant que altres mesures serien imposades si no hi hagués un progrés constructiu. L'embargament d'armes va ser aixecat sota la Resolució 1367 (2001).
La resolució 1160 va ser aprovada per 14 vots contra cap en contra, amb l'abstenció de la Xina, qui va argumentar que era una qüestió interna.

## Conseqüències
La Missió de Verificació a Kosovo va intentar verificar el compliment de la resolució 1160. La resolució fou desatesa:
| « | La resolució 1160 del Consell de Seguretat de les Nacions Unides va imposar sancions econòmiques a Belgrad el 31 de març i Clinton va congelar els actius de Iugoslàvia als Estats Units. Però la primavera i l'estiu van portar una major matança i un quart de milió d'albanesos van quedar almenys sense habitatge temporalment. | » |

L'OTAN va planificar llavors la invenció per la força.